# Bosquet de l'Arc-de-Triomphe
Le bosquet de l'Arc-de-Triomphe est un bosquet des jardins de Versailles.

## Localisation
Le bosquet de l'Arc-de-Triomphe est délimité au Sud par l'allée de Cérès-et-de-Flore, à l'Est par le château de Versailles, à l'Ouest par l'allée d'Eau et au Nord par l'avenue de Trianon.
Aux angles Sud-Ouest et Nord-Ouest se trouvent respectivement les bassins de la Pyramide et du Dragon.

## Histoire
Aménagé entre 1677 et 1684, le Bosquet de l'Arc de Triomphe remplace celui du Pavillon d'Eau, construit en 1672. Le nouveau bosquet était composé de deux salles vertes dont l'une comportait un arc de triomphe en ferronnerie dorée, qui a donné son nom au bosquet. Au Nord de la salle se trouve le bassin de la France triomphante, seule partie qui subsiste aujourd'hui.

## Décoration
La France triomphante

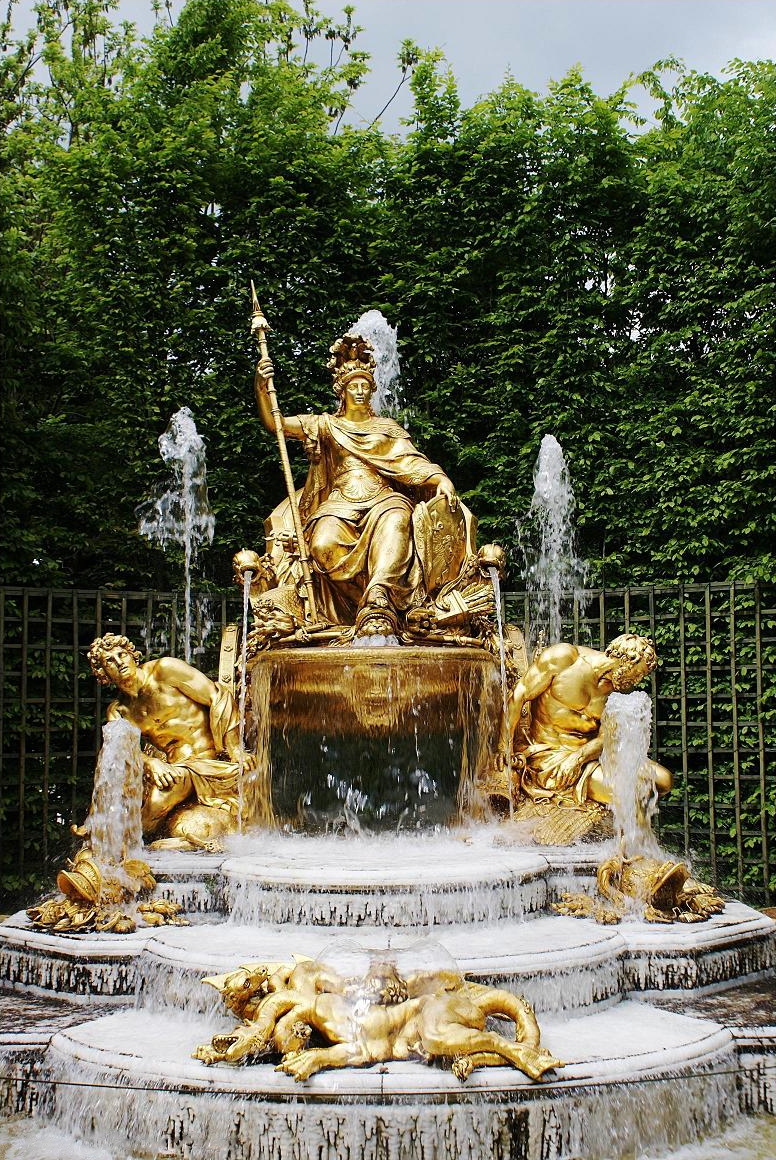
La France Triomphante

Cette fontaine en plomb est due à Jean-Baptiste Tuby, Antoine Coysevox et Jacques Prou. Elle célèbre la victoire de la France sur la Quadruple-Alliance composée des Provinces Unies, du Saint Empire, de l'Espagne et du Danemark qui clôt la guerre de Hollande lors de la paix de Nimègue le 10 août 1678. C'est grâce à cette victoire que Louis XIV acquiert son surnom de « Louis le Grand ». À Versailles, ce triomphe est célébré sur le plafond de la Galerie des Glaces afin de faire connaître à tous les hauts faits du souverain.
Dans les jardins, le bosquet de l'Arc de triomphe va lui être dédié, et c'est le seul à Versailles à acquérir une portée politique.
La France est donc représentée triomphante, vêtue à la romaine et assise sur son char. Elle brandit une lance de la main droite et de la gauche s'appuie sur un bouclier représentant le Soleil et des fleurs de lys. Aux pieds du char se trouvent des trophées militaires et deux hommes captifs qui se détournent de la France représentant les puissances vaincues. À gauche, c'est l'Espagne, reconnaissable au lion sur lequel l'homme est assis, et à droite c'est le Saint Empire, reconnaissable à l'aigle, symbole impérial.
Les deux animaux semblent terrassés et deux jets d'eau jaillissent de leurs bouches. Enfin, sur le bas du gradin, un dragon à trois têtes agonise, symbolisant l'échec de la ligue des Provinces Unies (qui ne sont pas représentées), de l'Espagne et du Saint Empire.
La fabrication de cet ensemble sculpté n'alla pas sans mal puisque le roi demanda d'en refaire faire plusieurs éléments à lire Louvois dans une lettre à La Chapelle du 7 avril 1684 :  "Le roy vit hier l'esclave du sieur Proust. Sa Majesté le trouve si mal faut aussy bien que le lyon qui est soubs luy qu'elle m'a commandé de le faire oster et ordonné en mesme temps au sieur Batiste Tubi d'en faire un luy-mesme pour mettre en sa place. C'est ce que vous luy direz de ma part, afin qu'il y travaille incessamment et au sieur Proust de venir enlever sa figure que l'on ne veut point" .
Deux autres fontaines, aujourd'hui disparues, représentaient la Victoire par Pierre Mazeline et la Gloire par Antoine Coysevox.